# Tuoro sul Trasimeno
Tuoro sul Trasimeno là một đô thị ở Tỉnh Perugia trong vùng Umbria, có khoảng cách khoảng 25 km về phía tây bắc của Perugia. Tại thời điểm ngày 31 tháng 12 năm 2004, đô thị này có dân số 3.725 người và diện tích là 55,6 km².
Đô thị Tuoro sul Trasimeno có các frazioni (các đơn vị cấp dưới, chủ yếu là các làng) Borghetto, Isola Maggiore, Piazzano, và Vernazzano.
Tuoro sul Trasimeno giáp các đô thị: Castiglione del Lago, Cortona, Lisciano Niccone, Magione, Passignano sul Trasimeno.